# Kernkraftwerk Nowoworonesch II
Nowoworonesch II (russisch Нововоро́нежская АЭС-II [anhörenⓘ], Kürzel НВАЭС II, NWAES II) ist eines von zwei Kernkraftwerken in der Nähe der Stadt Nowoworonesch in Zentralrussland. Es befindet sich  nahe dem bestehenden Kernkraftwerk Nowoworonesch.

## Geschichte
Im Jahr 2006 wurde von der Regierung das Projekt 2007–2015 auf dem Weg gebracht. Dieses Projekt enthält das Vorhaben, jedes Jahr ab 2012 zwei neue Reaktoren in Betrieb zu nehmen. Dabei wurde das Kernkraftwerk Nowoworonesch II geplant. Der Bau des Kraftwerks war bereits 1999 beschlossen worden. Im Juni 1999 hatte die staatliche Inspektionsbehörde Gosatomnadzor bereits die Lizenz für den Bau ausgehändigt. Zu dieser Zeit waren jedoch noch WWER-1000 mit einer längeren Bauzeit von zehn Jahren geplant. Die Finanzierung des Projekts war ebenfalls problematisch. Am 20. Juni 2007 begannen die Vorbereitungen für die Baustelle. Am 21. Juni 2007 wurde der Grundstein des Kernkraftwerkes gelegt.
Das Kraftwerk besteht aus zwei Reaktoren vom Typ WWER-1200/392M in Bauform eines AES-2006, die Reaktoren sind die ersten der sogenannten Generation 3 in Russland. Im Jahre 2012 sollte der erste Block ans Netz gehen, ein Jahr später der zweite. Block 1 wurde aber erst verspätet, im Mai 2016, erstmals kritisch gefahren. Er ist somit weltweit nach dem japanischen ABWR und dem südkoreanischen APR-1400 der dritte Reaktortyp der Generation 3, der Strom ans Netz abgibt, jedoch der weltweit erste der Generation III+.
Die Kosten des Projekts liegen bei 110 bis 130 Milliarden Rubel, was ca. 3,8 Milliarden Euro entspricht. Die Stadt Nowoworonesch wird ebenfalls ausgebaut, um den Arbeitern des neuen Kraftwerkes eine Wohnung zu bieten. Anfang 2008 waren schon die ersten beiden Wohnblöcke fertig.

### Bauvorbereitung

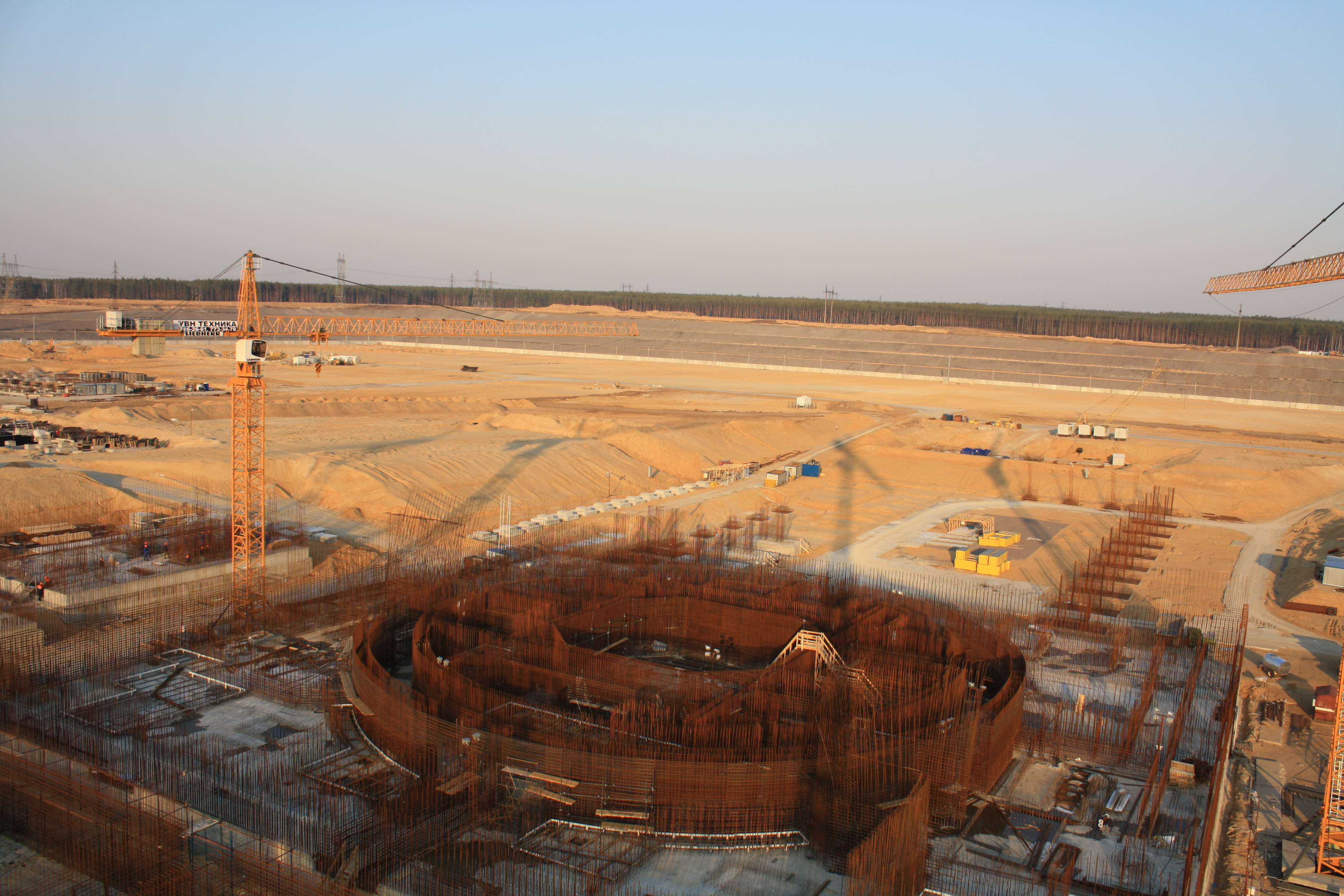
Stahlarmierung des ersten Blocks im Kernkraftwerk Nowoworonesch II (April 2009)

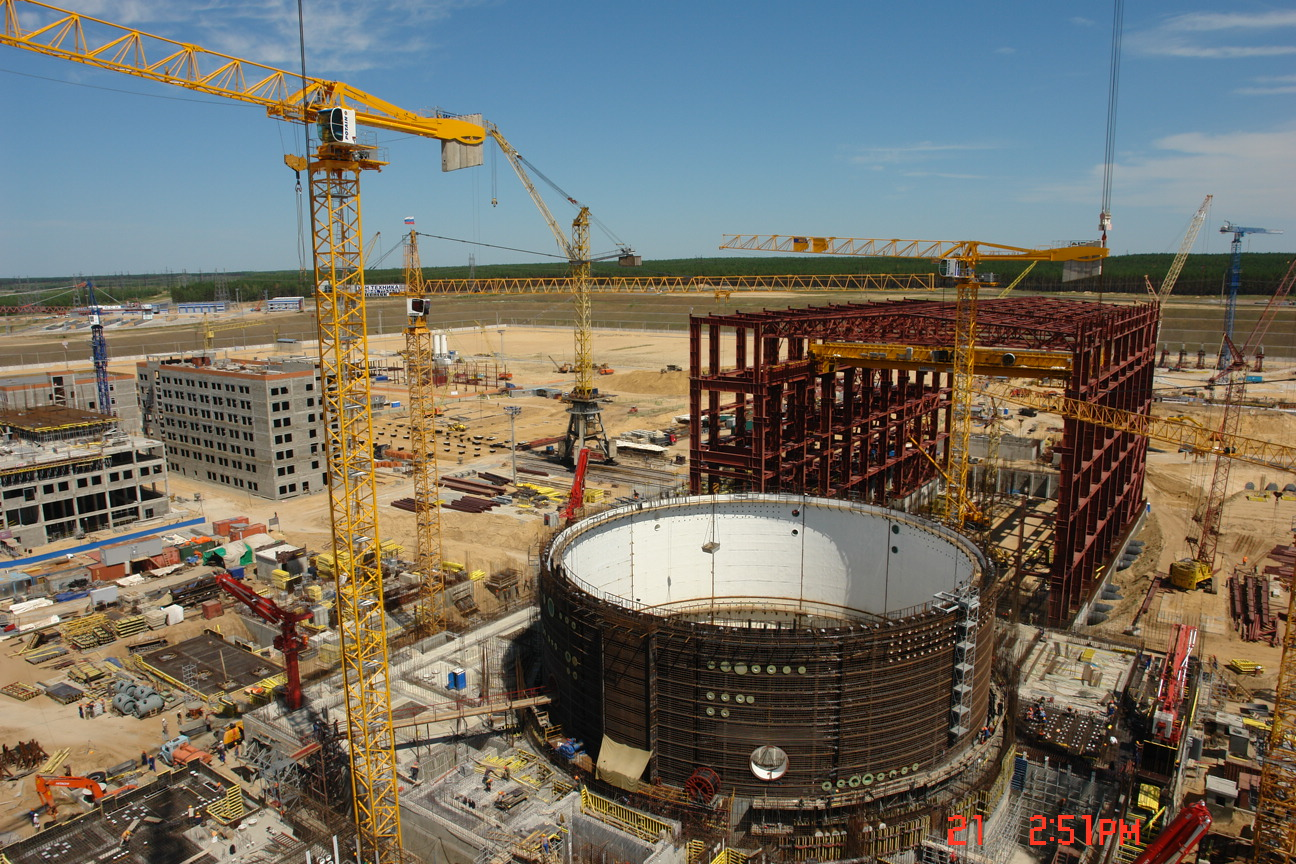
Block 1 des Kernkraftwerks Nowoworonesch II (Juni 2010)

Eigens für das Kraftwerk wurden von der Firma Baltkran zwei speziell angefertigte Kräne gebaut und am 9. November 2007 angeliefert, deren Brücken eine Länge von 60 Metern haben, die Kräne können Lasten bis zu 160 Tonnen tragen. Am 17. April 2008 konnte die Baugrube des Fundaments für den ersten Block fertiggestellt werden. Insgesamt wurden über 400.000 m³ Erde beseitigt.
Anfang 2008 arbeiteten auf der Baustelle 600 Menschen. Noch im Jahr 2008 sollte diese Zahl auf 1500 Arbeiter aufgestockt werden.
Am 29. Mai 2008 hatte die Firma Power Machines den Auftrag bekommen, von 2010 bis 2012 die Turbinen und Generatoren für Nowoworonesch II und  Leningrad II zu liefern. Dabei hat Rosenergoatom einen Vertrag über die Lieferung der Komponenten in Höhe von 1,7 Milliarden Dollar abgeschlossen. Einen Teil der Finanzierung des Kraftwerkes übernimmt die Gazprombank. Später sollen diese von Rosatom aufgekauft werden. Laut der Maschinenbauwerke soll der Preis der Turbinen 127 Millionen Dollar betragen. Einigen Atomexperten erscheint dieser Preis jedoch als zu hoch.
Nach den Vorbereitungsarbeiten startete der Bau des ersten Blocks offiziell am 24. Juni 2008. Der Reaktor ist der leistungsstärkste Reaktor in Russland. Der Bau des zweiten Reaktors wurde am 12. Juli 2009 begonnen. Die Notstromaggregate im Wert von 26 Mio. Euro mit MTU-Motoren vom Typ „20V 956 TB33“ sollten vom Antriebssystem- und Energieanlagenkonzern Tognum Anfang 2012 geliefert werden.

## Daten der Reaktorblöcke
Das Kernkraftwerk Nowoworonesch II hat zwei Blöcke:
| Reaktorblock       | Reaktortyp                | Netto- leistung | Brutto- leistung | Baubeginn     | Netzsyn- chronisation | Kommer- zieller Betrieb | Abschal- tung |
| ------------------ | ------------------------- | --------------- | ---------------- | ------------- | --------------------- | ----------------------- | ------------- |
| Nowoworonesch II-1 | WWER-1200/392M (AES-2006) | 1.114 MW        | 1.180 MW         | 24. Juni 2008 | 5. August 2016        | 27. Februar 2017        | -             |
| Nowoworonesch II-2 | WWER-1200/392M (AES-2006) | 1.114 MW        | 1.181 MW         | 12. Juli 2009 | 1. Mai 2019           | 1. November 2019        | -             |
| Nowoworonesch II-3 | WWER-1300/510 (WWER-TOI)  | 1.170 MW        | 1.255 MW         | -             | -                     | -                       | -             |
| Nowoworonesch II-4 | WWER-1300/510 (WWER-TOI)  | 1.170 MW        | 1.255 MW         | -             | -                     | -                       | -             |